# Neogriego (pintura)

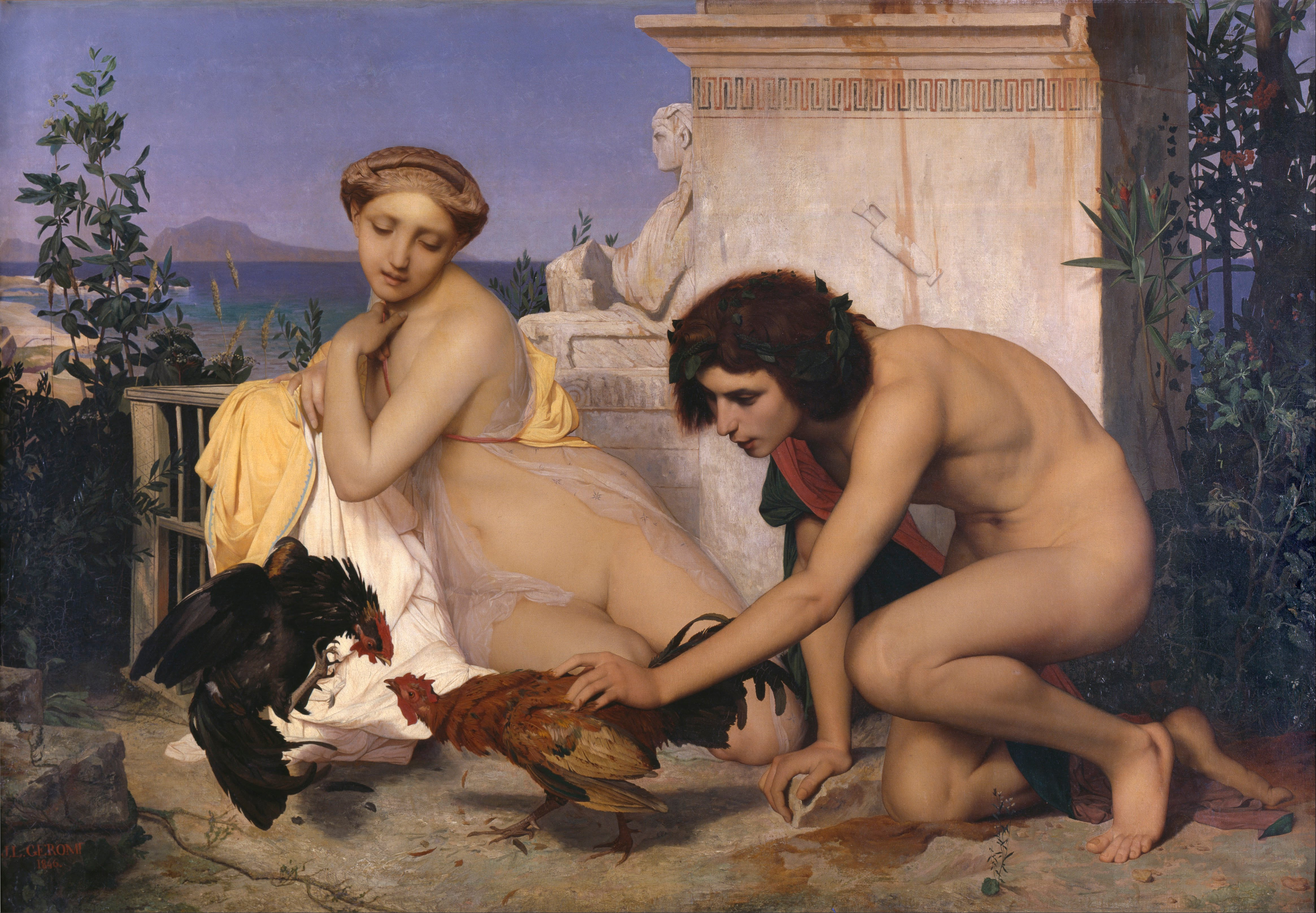
Jean-Léon Gérôme, Una pelea de gallos, 1847, Museo de Orsay.

El movimiento neogriego fue un movimiento artístico, principalmente pictórico, que apareció en Francia en 1846, reuniendo a los pintores Gustave Boulanger, Léopold Burthe, Jean-Léon Gérôme, Jean-Louis Hamon, Alphonse Isambert, Dominique Papety, Henri-Pierre Picou y Auguste Toulmouche. Éstos, procedentes de los talleres de Paul Delaroche y Charles Gleyre, quieren renovar la pintura de género remitiendo al refinamiento idealizado de la antigüedad griega, representando no ya temas mitológicos o históricos, sino escenas íntimas en ambientes de exactitud arqueológica que aun así mostraban una Antigua Grecia altamente idealizada y bucólica, inspirándose en los mundos idílicos cantados por los antiguos poetas griegos, como Anacreonte y Teócrito.  El movimiento surgió en 1847 con la exposición en el Salón del cuadro de Gérome Jóvenes griegos presenciando una pelea de gallos, que convirtió a su autor en líder del grupo. El estilo recibió las críticas de Courbet y los realistas. El movimiento fue apodado por Champfleury "escuela del calco", y por Charles Baudelaire la "escuela de los puntiagudos", reprochándoles plasmar una Antigüedad demasiado "cotidiana".